# Georgian Poetry

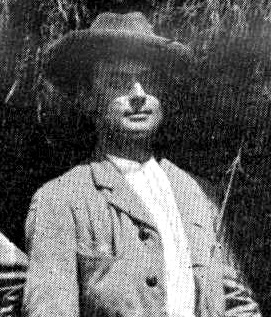
Edward Marsh, 1907

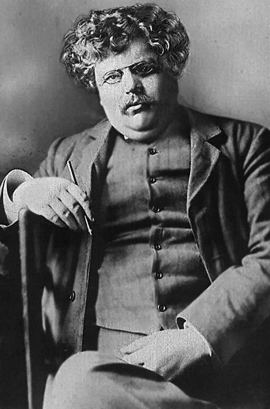
Gilbert Keith Chesterton im Jahre 1914

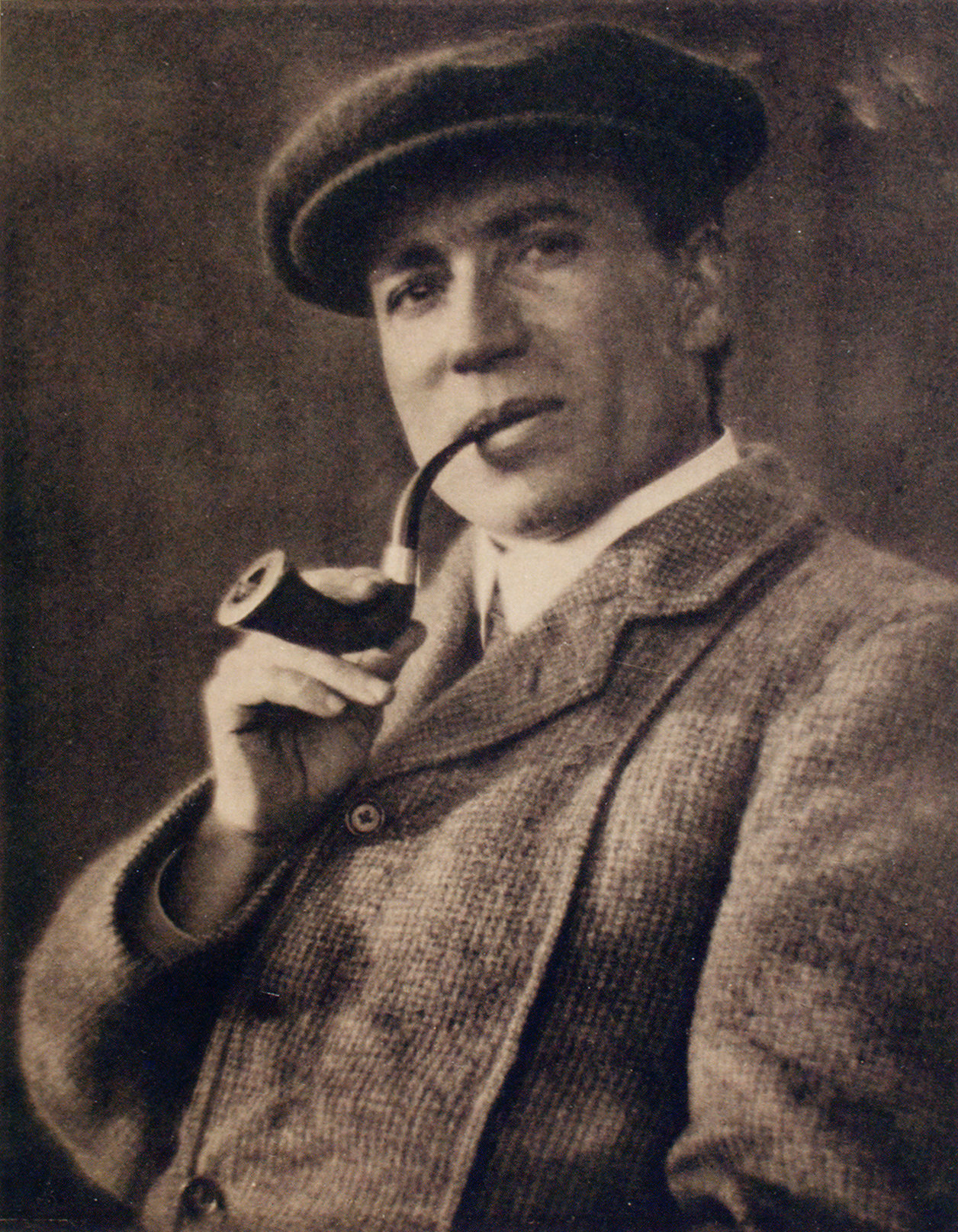
William Henry Davies

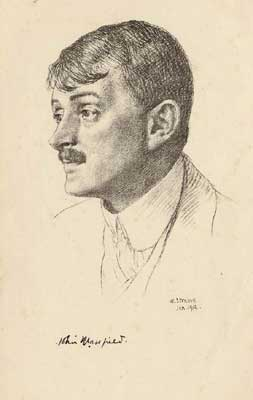
John Masefield, 1912

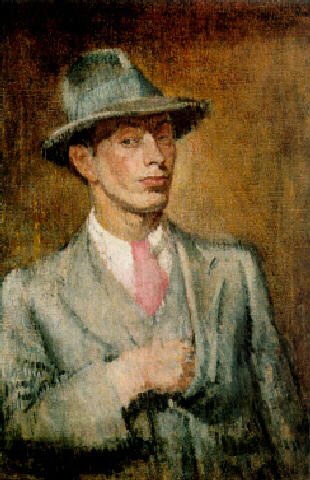
Isaac Rosenberg: Selfportrait in a Trilby hat, Öl auf Leinwand, 1914

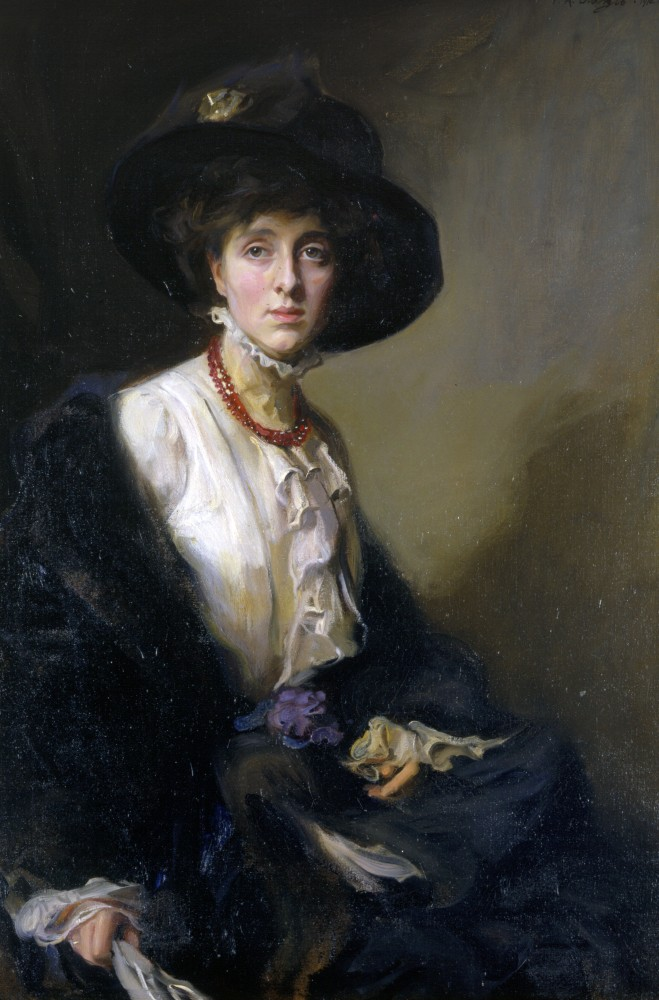
Philip Alexius de László: Lady Vita Sackville-West, Öl auf Leinwand, 1910

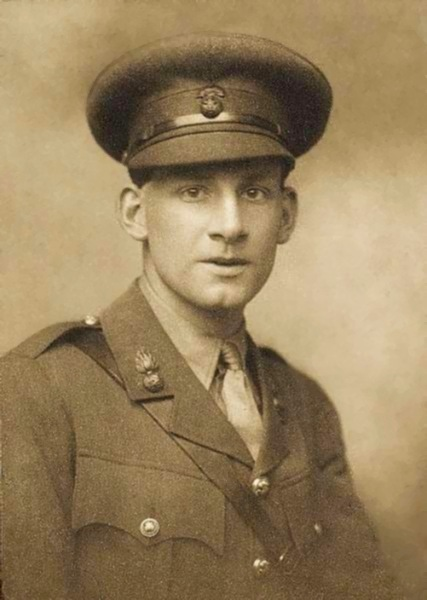
Foto Siegfried Sassoons von George Charles Beresford, 1915

Mit Georgian Poetry (Georgianische Lyrik) wird im engeren Sinne eine Reihe von fünf Sammelbänden mit Gedichten bezeichnet, die in den frühen Regierungsjahren von Georg V. erschienen. Im geläufigen Sinne wird der Begriff gebraucht, um jene Art der Dichtung derjenigen Gruppe von englischen Dichtern und Schriftstellerinnen zu beschreiben, die in dieser Reihe veröffentlicht wurden.

## Entstehung
1912 erschien (Georgian Poetry 1911–1912), 1915 (Georgian Poetry 1913–1915), 1917 (Georgian Poetry 1916–1917), 1919 (Georgian Poetry 1918–1919) und 1922 (Georgian Poetry 1920–1922). Initiator und zentrale Person war Edward Marsh, der sowohl als Herausgeber (in Zusammenarbeit mit Harold Monro (1879–1932), der der Gruppe mit seinem Poetry Bookshop ein räumliches und Publikations-Zentrum gab) wie auch Mentor einer Gruppe von Dichtern, die man entsprechend als Georgian Poets (Georgianische Poeten) bezeichnet, fungierte. J. C. Squire gab später unter dem gleichen Titel weitere Sammelbände heraus.
Angeblich basierte die Idee zur Anthologie auf einem Witz, als Marsh, Duncan Grant und George Mallory an einem Abend des Jahres 1912 eine Parodie auf jene kleinen Gedichtbände zu veröffentlichen, die zu der Zeit den Buchmarkt überschwemmten. Im Verlauf der Diskussion entschieden sie daraus ein seriöses Projekt zu machen. Marsh und Rupert Brooke sprachen Monro an, der gerade The Poetry Bookshop auf der Devonshire Street in London eröffnet hatte. Er willigte in den Plan ein, um im Gegenzug zur Hälfte am Gewinn beteiligt zu sein.

## Beteiligte Dichter
Die in den ersten fünf Sammelbänden vertretenen (Ein X markiert die einzelnen Beteiligungen) Dichter waren:
| Georgian Poetry       | 1911–12 (1912) | 1913–15 (1915) | 1916–17 (1917) | 1918–19 (1919) | 1920–22 (1922) |
| --------------------- | -------------- | -------------- | -------------- | -------------- | -------------- |
| Lascelles Abercrombie | ×              | ×              |                | ×              | ×              |
| Martin Armstrong      |                |                |                |                | ×              |
| Herbert Asquith       |                |                | ×              |                |                |
| Maurice Baring        |                |                | ×              |                |                |
| Edmund Blunden        |                |                |                |                | ×              |
| Gordon Bottomley      | ×              | ×              | ×              | ×              |                |
| Francis Young Francis |                |                |                | ×              | ×              |
| Rupert Brooke         | ×              | ×              |                |                |                |
| G. K. Chesterton      | ×              |                |                |                |                |
| William Henry Davies  | ×              | ×              | ×              | ×              | ×              |
| Walter de la Mare     | ×              | ×              | ×              | ×              | ×              |
| John Drinkwater       | ×              | ×              | ×              | ×              | ×              |
| James Elroy Flecker   | ×              | ×              |                |                |                |
| John Freeman          |                |                | ×              | ×              | ×              |
| Wilfrid Wilson Gibson | ×              | ×              | ×              | ×              | ×              |
| Robert Graves         |                |                | ×              | ×              | ×              |
| Ralph Hodgson         |                | ×              | ×              |                |                |
| Richard Hughes        |                |                |                |                | ×              |
| William Kerr          |                |                |                |                | ×              |
| D. H. Lawrence        | ×              | ×              |                | ×              | ×              |
| Francis Ledwidge      |                | ×              |                |                |                |
| John Masefield        | ×              | ×              | ×              |                |                |
| Harold Monro          | ×              | ×              | ×              | ×              | ×              |
| Thomas Sturge Moore   | ×              |                |                |                |                |
| Thomas Moult          |                |                |                | ×              |                |
| Robert Nichols        |                |                | ×              | ×              | ×              |
| J. D. C. Pellow       |                |                |                | ×              | ×              |
| Frank Prewett         |                |                |                |                | ×              |
| Peter Quennell        |                |                |                |                | ×              |
| Isaac Rosenberg       |                |                | ×              |                |                |
| Ronald Ross           | ×              |                |                |                |                |
| Vita Sackville-West   |                |                |                |                | ×              |
| Edmund Beale Sargant  | ×              |                |                |                |                |
| Siegfried Sassoon     |                |                | ×              | ×              |                |
| Edward Shanks         |                |                |                | ×              | ×              |
| Fredegond Shove       |                |                |                | ×              |                |
| John Collings Squire  |                |                | ×              | ×              | ×              |
| James Stephens        | ×              | ×              | ×              |                |                |
| R. C. Trevelyan       | ×              |                |                |                |                |
| Walter J. Turner      |                |                | ×              | ×              |                |

## Epochenbegriff
Die (ursprünglichen) Georgian Poets selbst verstanden sich als modern und progressiv und der Begriff grenzt sie von der victorianischen Zeit als der überwundenen Vergangenheit ab, aber die von J. C. Squire herausgegebenen Bände und die mit ihnen einhergehende literarischen Debatten gaben der Georgian Poetry den Beigeschmack des Konservatismus und so wurde er zu einem Kampfbegriff gegen die Moderne.

## Rezeption
Die spätere Kritik warf seit den 1950er Jahren den Georgian Poets vor, dass es ihnen an Tiefe fehle und sie stattdessen mit der Darstellung künstlicher Gefühle experimentieren würden. Dabei schoss diese Kritik sicherlich bei den meisten der vertretenen Autoren über das Ziel hinaus, wollte es doch mehr Marsh, Munro oder ein paar der kleineren Dichter treffen.

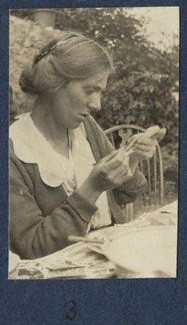
Fredegond Shove, fotografiert von Lady Ottoline Morrell, 1917

So kann man beispielsweise in John Drinkwater einen ihrer typischsten Vertreter ansehen, da er mit ausgeglichenen Versen das beschauliche Landleben idealisierte. Auch Fredegond Shove, eine der wenigen Frauen in diesen Bänden, bei deren Besetzung es ohnehin Streitpunkte zwischen Marsh, Munro und dem ebenfalls als bekannten Literaturkritiker geltenden Edward Shanks gab, kann trotz ihrer stellenweise mythifizierenden Überhöhung des Landlebens ihm zugeordnet werden. Marsh soll, angeblich mit dem Ziel unbedingt eine englische Dichterin in seine Sammlung aufzunehmen, Fredegond Shove gegen die Bedenken Harold Monros, Siegfried Sassoons und Shanks durchgesetzt haben.
Auch René Wellek bemängelte in seiner kritischen Einordnung von Griersons Critical History of English Poetry, 1946, die Aufnahme Fredegonds Shove in den Kanon der gelobten Autoren.
Was den besagten Stil angeht, gilt ebenfalls für Edmund Blunden, der heute vor allen Dingen bekannt für seine herausgeberische Tätigkeit im Dienste von John Clare und Ivor Gurney ebenso das Landleben in vielen Details ausschmückte. Allerdings erfreute sich Blundens Prosawerk Undertones of War als Erlebnisbericht über den Krieg bester Kritiken. Edward Thomas, der seinen Lebensunterhalt als Journalist bestreiten musste, konnte sich hingegen in den 1950er Jahren aufgrund der Klarheit seiner Dichtung breiter Beliebtheit erfreuen. Obwohl Wilfrid Wilson Gibson im Gegensatz dazu thematisch das industrielle England und das Leben der Arbeiterschaft thematisierte, zählte auch er zu den Georgian Poets.
Die Verdienste des Dichters und Kritikers John Collings Squire wurden vor allen Dingen nach dem Ersten Weltkrieg geschätzt. War sein Geschmack zwar auch betont altmodisch, so belebte er dank seiner Herausgabe des The London Mercury die literarische Landschaft.

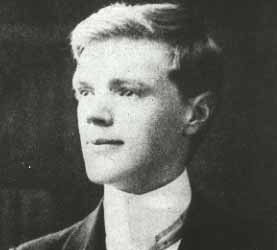
Fotoporträt des jungen D. H. Lawrence, 1906

Selbst D. H. Lawrence und G. K. Chesterton, den viele heute unzulässigerweise lediglich auf seine Vater-Brown-Geschichten reduzieren, die „für ihn nur Nebenwerke darstellten“ hatten in den ersten Bänden sensible Gedichte veröffentlicht.
William Henry Davies war lange Zeit einer der bekanntesten Schriftsteller dieses Kreises, so hatte der Titel seines Autobiography of a Super-Tramp (1908) selbst für die moderne Musikgeschichte eine Bedeutung und seine Liebes- und Naturgedichte wurden in England stets wegen ihrer intensiven Kraft geschätzt.
Andere Autoren wie Ralph Hodgson oder James Stephens waren frühentwickelte Talente, die später in der literarischen Versenkung verschwanden. Hodgson verglich man aufgrund seiner Naturvisionen gar mit Blake, der Ire Stephens wird heute mehr wegen seiner Prosawerke gepriesen, wie zum Beispiel The Crock of Gold. So auch der einst wegen seiner scharfen Zunge gefürchtete Edward Shanks, dessen revisionistische, patriotische Kriegsgedichte heute eher als abschreckendes Beispiel dienen, während man seine phantastische Utopien gar jenen H.G. Wells an die Seite stellen möchte. The People of the Ruins galt als typische Sozialutopie der 1920er Jahre, die im Vereinigten Königreich zu dieser Zeit häufiger geschrieben wurden. Darin betrachtet Shanks ein Europa und speziell England ein Jahrzehnt, nachdem es von einer kommunistischen Revolution überrollt wurde. Aus heutiger Perspektive wird die Science-Fiction-Novelle im direkten Vergleich mit zeitgenössischen Werken des Genre als erschreckend schlecht angesichts des literarischen Rufs Edward Shanks beschrieben, obwohl einige Elemente seines Buches von besseren Science-Fiction-Autoren aufgegriffen wurden.
Der Mystik war auch der heute weitgehend vergessene George William Russell verbunden. Der Kriegsveteran Martin Armstrong hatte hingegen eine besondere Begabung Alltagsbegebenheiten (The Buzzards, Honey Harvest, Miss Thompson Goes Shopping, 1922) in bis heute beliebte Kinder- und Jugendgedichte zu kleiden, wurde wegen der von ihm geförderten Bildung seiner Stieftochter Joan Aiken auch auf diese Weise literarisch bedeutsam und nahm nach dem Zweiten Weltkrieg dank seiner vielfältigen Beziehungen entscheidenden Einfluss auf die Gestaltung des Kulturprogramms der BBC. Außerdem hat sich seine Horror-Erzählung The pipe smoker aus der Kurzgeschichtensammlung General Buntop’s Miracle and Other Stories von 1934 hat sich bis heute in breiter Erinnerung gehalten, da sie in unterschiedlichen Horroranthologien bis heute abgedruckt wurde.
John Masefield wandelte sich später von melancholischer Seefahrerlyrik zu realistischen Erzählungen (The Everlasting Mercy, 1911; The Widow in the Bye Street 1912), um dann mit Dauber (1913) sich erneut dem maritimen Thema zu widmen und gar 1919 mit Reynard the Fox eine realistische Schilderung der Fuchsjagd lieferte.

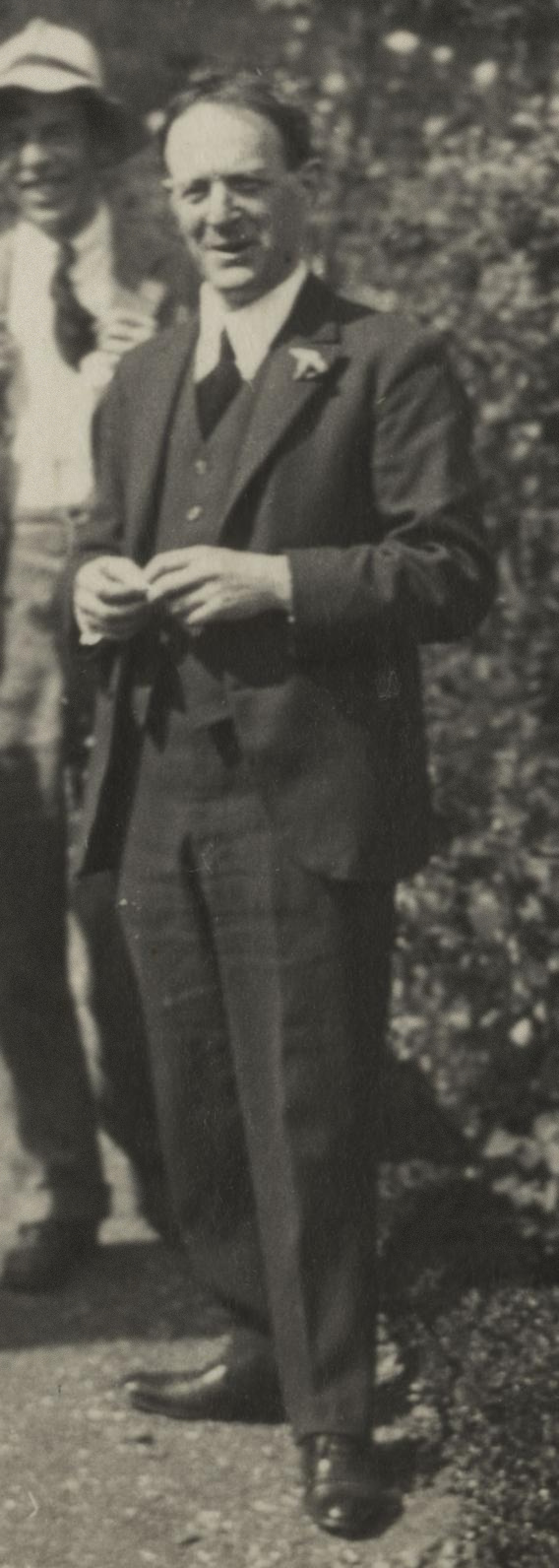
Walter de la Mare

Robert Graves war eine der langanhaltendsten Karrieren der Georgian Poets beschieden. Nachdem er zunächst Balladen geschrieben hatte, in denen er Skelton nachzuahmen versuchte, entwickelte er sich zusammen mit Laura Riding zum Modernisten, kehrte später aber selbstkritisch wieder zu seinen früheren Stilformen zurück. Heute ist er vor allen Dingen aufgrund seiner Historischen Romane bekannt, die er bereits in den 1930er Jahren veröffentlicht hatte, I Claudius (1934) und Claudius the God (ebenfalls 1934, in deutscher Übersetzung Ich Claudius, Kaiser und Gott.), Count Belisarius (1938, Bellisar, der Ruhmreiche 1962) und 1943 The Story of Mary Powell, Wife to Mr. Milton.

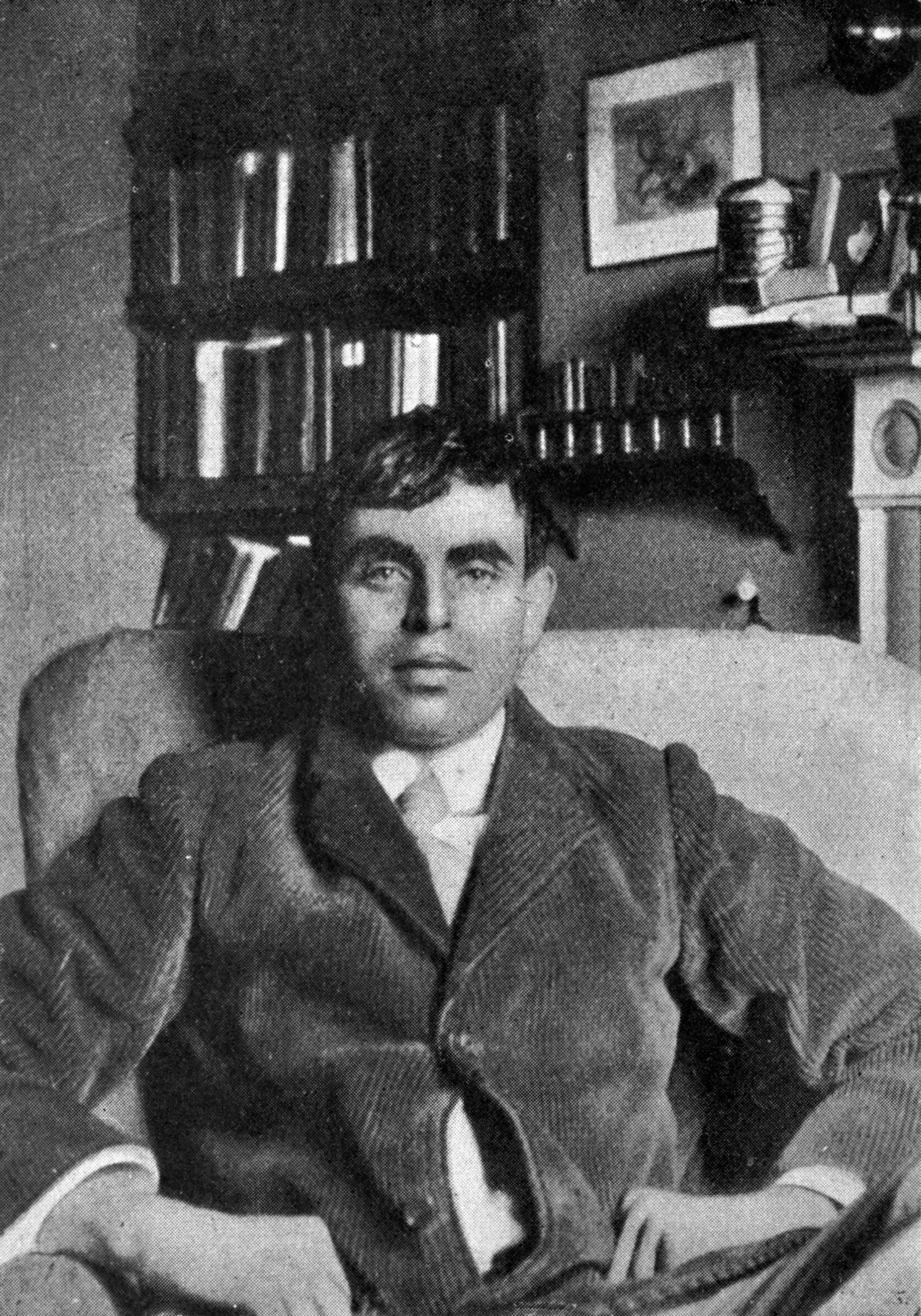
James Elroy Flecker, in seinen Räumen in Cambridge, um 1905

Auch wenn Walter de la Mare einige literarische Kontroversen auslöste, schätzt man seine Lyrik bis heute. Von den Kritikern und Kenner bis heute gelobt wird der allzu früh verstorbene Orientalist und Diplomat unter den Georgian Poets, James Elroy Flecker, dessen The Bridge of Fire (1907) von der französischen Dichtergruppe der Parnassiens der zweiten Hälfte des 19. Jahrhunderts beeinflusst war, die dem Prinzip der L’art pour l’art (wörtlich: Die Kunst für die Kunst, sinngemäß: Die Kunst um der Kunst willen) verpflichtet war. Hingegen sein Studium orientalischer Sprachen und der langjährige diplomatische Dienst im Orient sowie die von ihm vorgenommene Übersetzungen aus den dortigen Sprachen prägten seinen Stil maßgeblich. Das Gedicht The Golden Journey to Samarkand (1913), mit langen, abwechslungsreichen Rhythmen und reicher, exotischer Phantasie ist bis heute eines der am meisten zitierten Gedichte im englischen Sprachraum, wenn es um die Faszination des Orients geht. Eines seiner Hauptwerke, das Versdrama Hassan (1915/1922), erlebte in der postumen Inszenierung in den 1920er Jahren einen kurzen, aber bedeutenden Erfolg, der sich überraschenderweise im Orientalismus der Filmindustrie Hollywoods niederschlug. Originellerweise diente Hassan aufgrund seines modischen Sujets in einer Bearbeitung von James T. O’Donohoe bereits 1926 als Skriptvorlage für den Stummfilm The Lady of the Harem von Raoul Walsh mit Ernest Torrence, William Collier Jr. und Greta Nissen, den Famous Players-Lasky Corporation produzierte und Paramount Pictures vertrieb. 1937 griff man den Stoff abgewandelt in der frühen TV-Serie Theatre Parade als Hassan in mehreren Episoden auf, in der Greer Garson die Yasmin spielte.

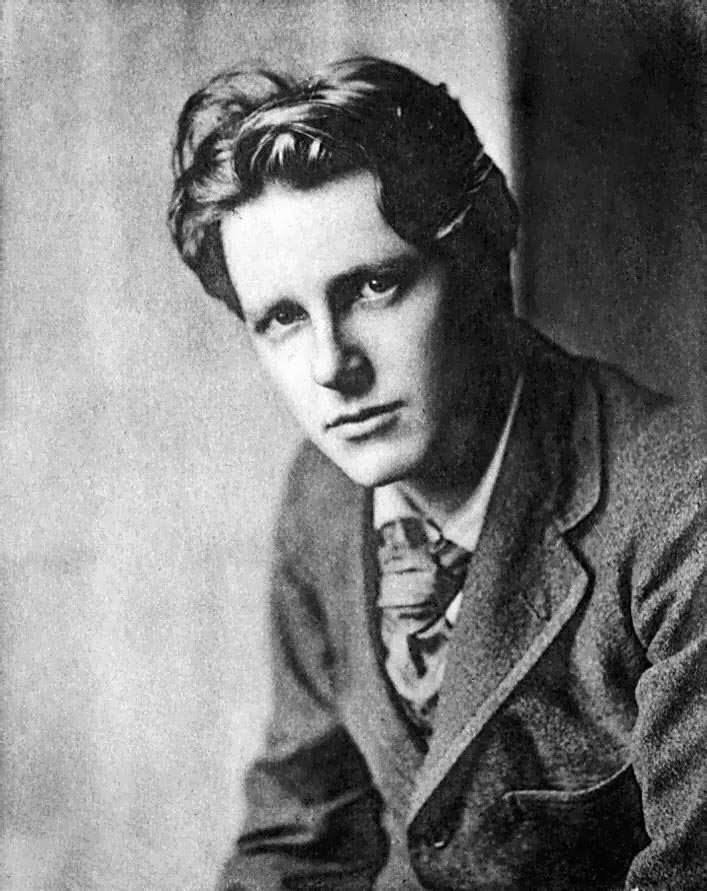
Rupert Brooke, 1913

Ausgerechnet auf das von vielen zuvor verehrte Opfer des Ersten Weltkriegs, Rupert Brooke, konzentrierte sich in den vergangenen Jahrzehnten die Literaturkritik. Dieser hatte zwa seine Poems (1911) und 1914 and Other Poems noch vor dem Krieg verfasst, einer breiten Öffentlichkeit wurden sie jedoch erst nach seinem Tod 1915 bekannt. In diesen Gedichten gingen Idealismus, Pflichtbewusstsein und Patriotismus eine Synthese ein. Dass Brooke dabei den Krieg als Schicksalsereignis und den Heldentod als Erfüllung ansah, war dabei in doppelter Hinsicht auch in Anbetracht seines eigenen Schicksals tragisch. Doch für die Zwischenkriegsgeneration, die auch die Folgen des Krieges in jeder Hinsicht zu tragen hatte, waren derartige Gedichte kaum mehr zu ertragen. Die sicherlich zum Teil berechtigte Kritik vergaß jedoch zum einen, dass Brooke in vielerlei Hinsicht ein Kind seiner Epoche war und zum anderen, dass es im Vereinigten Königreich durchaus auch weiterhin eine militärische und moralische Tradition gibt, ohne die die stetigen Neuauflagen nicht zu denken wären. Im Gegensatz dazu konnte der den Krieg überlebende Siegfried Sassoon einen inhaltlichen Wandel in seinem Werk vollziehen. Hatte er in Memoirs of a Fox-Haunting Man (1928, Glück im Sattel) das ideale Leben eines englischen Landedelmanns in Szene gesetzt, so gelangen ihm später Gedichte, die mit satirischen Spitzen auf die brutale Realität des Krieges abzielten. Der hingegen kurz vor Kriegsende gefallene Wilfred Owen wird meist zu den Georgian Poets gezählt, obwohl seine Werke nicht in der Anthologie erschienen.
„Wurde diese wegen der geistig anspruchslosen Neigung zahlreicher Beiträger zu ländlichen Klischees und romantischen Sprachfloskeln zunächst von der Kritik nicht ernstgenommen, so hat sich heute eine positivere Sicht durchgesetzt. Zu den besten Georgians zählen E. Thomas, Edmund Blunden, Robert Graves, William Henry Davies, Walter de la Mare, Andrew Young, Rupert Brooke und Wilfried Owen. Ihre besten Stücke laufen oft auf eine Art realitätsbezogener Pastoraldichtung hinaus, in der die widersprüchlichen Impulse der Wirklichkeitsannäherung („truth to life“') und der nostalgischen Landschaftsideologie, an die man sich aus Angst vor den zerstörerischen Wirkungen des gesellschaftlichen und geistigen Wandels klammert, ein mehr oder minder geglückte Verbindung eingehen. Georgian Poetry, die sich scharf von den schrillen Gesten Kiplings abgrenzt und die ästhetische Pose meidet, sucht eine Erneuerung der englischen Dichtersprache durch Reduktion. Man bevorzugt die mündliche Rede als sprachliches Vorbild und hält sich unaufdringlich ans Kleine und Unscheinbare der meist ländlichen Szene, verfällt dabei aber häufig – was die Modernisten zu Recht tadeln – in epigonale Romantik“.